# Copperman
Copperman es una película italiana de 2019 dirigida por Eros Puglielli.

## Trama
Anselmo es un niño especial y pasa mucho tiempo con su amiga Titti. Después de que se juran amor eterno, el padre de Titti, hostil a Anselmo, es encarcelado y los asistentes sociales se llevan a Titti a otro pueblo. 
Ya siendo un hombre, continua a ver el mundo desde la perspectiva de un niño y ahora está fascinado por los superhéroes, al punto que cree que su padre lo abandonó para ir a salvar el mundo. Cada noche combate el crimen bajo la identidad de «Copperman» (hombre del cobre), con la ayuda de Silvano, el herror del pueblo que le contruyó la armadura.

## Reparto
- Luca Argentero: Anselmo / Copperman
- Antonia Truppo: Titti
- Galatea Ranzi: Gianna
- Gianluca Gobbi: Ernesto, el padre de Titti
- Tommaso Ragno: Silvano, el herrero
- Sebastian Dimulescu: Anselmo de niño
- Angelica Bellucci: Titti de niña / Cloe
- Massimo Poggio: Giovanni
- Paolo Romano: Mario

## Distribución
El primer tráiler del filme se lanzó el 6 de diciembre de 2018.
El preestreno se llevó a cambo en el cine Massimo di Torino el 4 de febrero de 2019 y se distribuyó en el resto de los cines italianos a partir del 7 de febrero.